# Pyrgomorpha cognata
Pyrgomorpha cognata är en insektsart som beskrevs av Krauss 1877. Pyrgomorpha cognata ingår i släktet Pyrgomorpha och familjen Pyrgomorphidae.

## Underarter
Arten delas in i följande underarter:
- P. c. minima
- P. c. maculifemur
- P. c. caputagrava
- P. c. captutorugosa
- P. c. kevani
- P. c. cognata